# 라샤 구룰리 (권투 선수)
라샤 구룰리(조지아어: ლაშა გურული, 1996년 8월 27일~)는 조지아의 권투 선수이다. 2024년 하계 올림픽에서 남자 라이트급 동메달을 획득했다.